# Свен Фойн
Свен Фойн (норв. Svend Foyn, 9 липня 1809 — 30 листопада 1894) — норвезький винахідник, корабельний і китобійний магнат, відомий перш за все завдяки винаходу гарпунної гармати, що вважається однією з найважливіших подій в історії розвитку китобійного промислу.

## Особисте життя
Про особисте життя Свена Фойна відомо вкрай мало. Народився у Тенсберзі. Його батьків звали Лаурент Фойн і Бенте Марі Агер. У 1839 році він одружився з Еліс Амалією Твіді, з якою розлучився в 1842 році, але до кінця життя продовжував підтримувати дружні відносини. Його дружина згодом емігрувала до США, де стала відомою письменницею і дослідницею Техасу. У 1849 році Свен одружився з Магдалиною Маргретою Булл, з якою прожив до кінця життя.

## Кар'єра
Найважливішим і найвідомішим винаходом Свена Фойна була гарпунна гармата, яка значно знижувала небезпеку китобійного промислу і дозволяла полювати навіть на великих і швидких ссавців. Свій винахід Фойн запатентував в 1870 році. Незабаром їх стали активно користуватися китобої не тільки в Норвегії, але і у Великій Британії, Росії, Японії та інших країнах. Крім того, він сконструював перше китобійне судно на паровому двигуні за назвою «Антарктік», яке могло досягати швидкості 13 км / год.
Свен Фойн був нагороджений Орденом Святого Олафа ще в 1853 році, в 1870 році став його командором, а в 1893 році був нагороджений Великим Хрестом. Фойн відомий не тільки як винахідник і підприємець, але і як один з піонерів в справі поліпшення соціальних умов працівників своїх підприємств. У 1857—1870 роках його коштом було побудовано великий житловий комплекс для своїх працівників, також його зусиллями було відкрито перший в країні дитячий садок.

## Пам'ять
Будинок, в якому Свен Фойн провів своє дитинство, тепер вважається в Норвегії історичним пам'ятником під охороною держави. Це єдиний збережений у Тенсберзі будинок, датований початком XVIII століття.

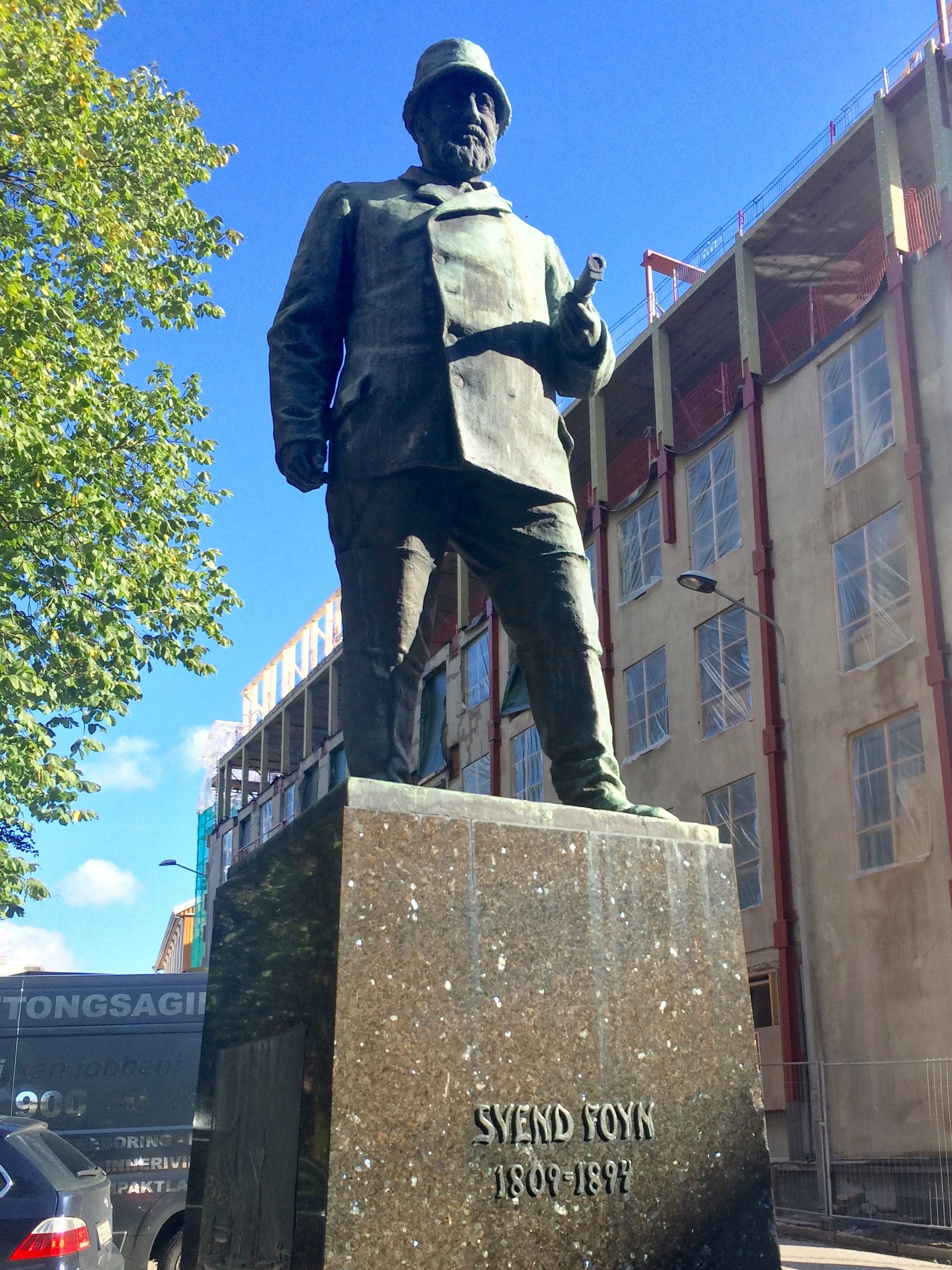
Пам'ятник в Тенсберзі

Статуя Свена Фойна була створена скульптором Андерсом Свьйором в 1915 році. Ім'ям Фойна названо кілька географічних об'єктів в Арктиці й Антарктиці